# Вале-да-Мадре
Вале-да-Мадре (порт. Vale da Madre; МФА: [ˈva.ɫɨ dɐ ˈma.dɾɨ]) — парафія в Португалії, у муніципалітеті Могадору. Розташована в північно-східній частині країни, на теренах історичної португальської провінції Трансмонтана. Входить до складу округу Браганса. За адміністративним поділом, чинним до 1976 року, терени парафії були складовою провінції Трансмонтана і Верхнє Дору. Належить до Брагансько-Мірандської діоцезії Католицької церкви. Патрон — святий Власій. Площа — 11,5654 км². Населення — 156 ос. (2011). Слабо урбанізований регіон. Густота населення — 13,49 осіб/км²
. Код — 040822.

## Населення
| Кількість мешканців | Кількість мешканців | Кількість мешканців | Кількість мешканців | Кількість мешканців | Кількість мешканців | Кількість мешканців | Кількість мешканців | Кількість мешканців | Кількість мешканців | Кількість мешканців | Кількість мешканців | Кількість мешканців | Кількість мешканців | Кількість мешканців |
| ------------------- | ------------------- | ------------------- | ------------------- | ------------------- | ------------------- | ------------------- | ------------------- | ------------------- | ------------------- | ------------------- | ------------------- | ------------------- | ------------------- | ------------------- |
| 1864                | 1878                | 1890                | 1900                | 1911                | 1920                | 1930                | 1940                | 1950                | 1960                | 1970                | 1981                | 1991                | 2001                | 2011                |
| 275                 | 278                 | 275                 | 254                 | 276                 | 264                 | 235                 | 285                 | 312                 | 302                 | 239                 | 231                 | 187                 | 154                 | 156                 |